# Turn It Up Faggot
Turn It Up Faggot è il primo album della band statunitense Deerhunter, pubblicato nel 2005.

## Il disco
Il disco è stato registrato ad Atlanta, presso i Radium Studios, nel giugno 2004.
Il titolo del disco si riferisce ad una frase volgare rivolta allo stesso gruppo da parte del pubblico durante i loro primi concerti.
Tra le note del disco, compare la dedica a Justin Bosworth, primo bassista del gruppo deceduto nel 2004 per i postumi dovuti ad un incidente con lo skateboard.
Il video di Oceans (brano non pubblicato come singolo) è inserito in un CD extra. Il video è diretto da Shana Wood e contiene immagini di onde che si infrangono e di creature marine come le meduse.

## Tracce
1. N. Animals – 2:34
2. Adorno – 4:36
3. Tech School – 2:29
4. Ponds – 2:50
5. Language/Violence – 2:36
6. Oceans – 3:47
7. Basement – 2:59
8. Young Layer – 2:19
9. Death Drag – 6:16

- Oceans (video) - 3:47

## Formazione
- Bradford Cox - chitarra, voce, piano
- Moses Archuleta - batteria, percussioni
- Josh Fauver - basso, piano, percussioni
- Colin Mee - chitarre, percussioni
- Chris Bishop - registrazione, missaggio